# Сааведра, Эрнандо Ариас де
Эрнандо Ариас де Сааведра известный как Эрнандариас (исп.  Hernando Arias de Saavedra; 10 сентября 1561, Асунсьон, Новая Андалусия — 1634, Санта-Фе, Рио-де-ла-Плата) — южноамериканский военный, государственный и политический деятель, ставший первым рождённым в Южной Америке губернатором колонии в Новом Свете. Несколько раз был губернатором Рио-де-ла-Плата или Новой Андалусии (1597—1599, 1602—1609 и 1615—1617). Конкистадор. Исследователь Южной Америки.

## Биография

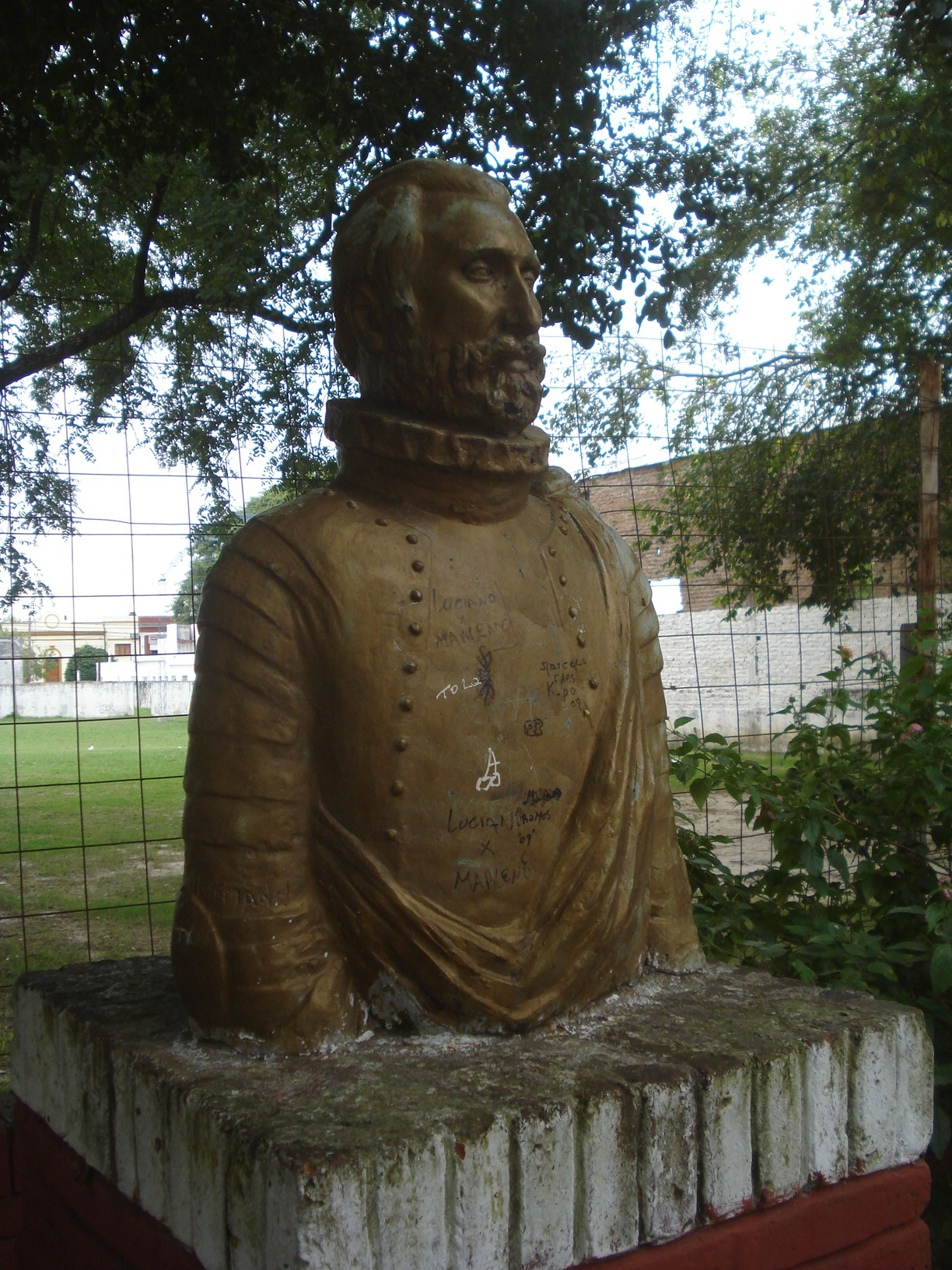
Бюст Эрнандариаса в Энтре-Риос

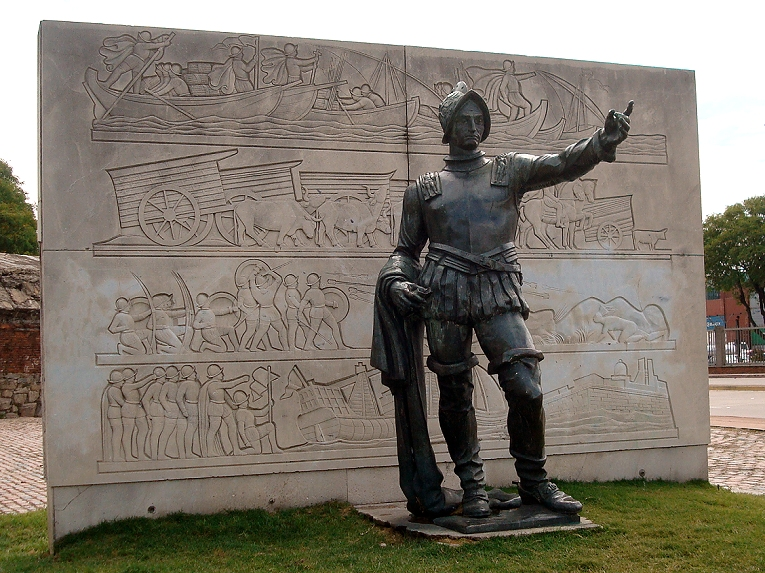
Памятник Эрнандариасу в Монтевидео

Его отец был капитаном у испанского конкистадора Альвара Нуньеса Кабеса де Вака. Креол. Получил хорошее образование во францисканском монастыре своего родного города, его учителем был Руй Диас де Гусман (1554—1629), известный историк того времени, автор «Аргентинской истории провинции Рио-де-ла-Плата» (1612).
В ранней юности всупил в испанскую армию и отправился воевать против пограничных племен, которые преследовали христианское население. По традиции, чтобы избежать дальнейшего кровопролития, он вызвал индейского вождя на рукопашную дуэль и убил его в бою, получив лишь несколько ранений. Участвовал в многочисленных экспедициях по открытию и завоеванию территории в Парагвае и Аргентине. В 20 лет женился на дочери исследователя и конкистадора Хуана де Гарая, губернатора Рио-де-Ла-Платы (1578—1583).
В 1592 году Хуан Рамирес де Веласко присвоил Эрнандариасу звание генерал-лейтенанта. В 1596 г. король Фелипе II назначил его генерал-губернатором Новой Андалусии. В 1597 г. после смерти губернатора Эрнандариас был избран новым губернатором Рио-де-ла-Платы (включая Буэнос-Айрес). Занимал эту должность в 1597—1599, 1602—1609 и 1615—1617 годах. В 1603 г. был назначен вице-королём Перу на третий срок.
Эрнандариас сражался против индейских племён Парагвая, участвовал в основании Консепсьон-дель-Бермехо (сейчас в департаменте Альмиранте-Браун в Аргентине), первым мэром которого он был, участвовал в экспедиции, которая открыла новый путь через джунгли в город Асунсьон.
Во время своего правления он поощрял расширение порта в Буэнос-Айресе, начальных школ, построил печи для производства кирпича и черепицы для замены глинобитных дома кирпичными, перестроил оборонительную крепость, боролся с контрабандой, возникшей в результате запрета на торговлю сельскохозяйственной продукцией и чернокожими рабами. Им были организованы экспедиции в Уругвай, Бразилию, Патагонию (на поиски легендарного «Города цезарей»), руководил экспедициями в неисследованные земли Энтре-Риоса. В 1604 г. был похищен местными индейцами арауканами, но смог освободиться. Занимался строительством Кафедрального собора Буэнос-Айреса. Участвовал в создании Индейских резерваций иезуитов. Под его управлением были созданы миссии иезуитов в Парагвае и Мисьонесе, построены церкви и отремонтированы храмы, открыты дороги и введены в действие справедливые законы.
В конце своего правления разделил провинцию Ла-Плата на провинции Буэнос-Айрес и Парагвай.
Умер в 1634 г. в Санта-Фе на 72-м году жизни.

## Память
- Его именем назван город Эрнандариас в Парагвае, город Эрнандариас в Аргентине и туннель Эрнандариас под рекой Парана.
- Несколько памятников и бюстов.